# Список послов России и СССР в Австрии
В статье представлен список послов России и СССР в Австрии.

## Хронология дипломатических отношений
- 1436 г. — начало русско-австрийских контактов, обмен посольскими миссиями.
- 4 февраля 1701 г. — назначен первый посланник России в Вене. Установлены дипломатические отношения.
- 1707 г. — открыто первое постоянное представительство России в Вене.
- 4 февраля 1719 г. — дипломатические отношения прерваны Австрией.
- 10 марта 1720 г. — дипломатические отношения восстановлены.
- 2 марта 1874 г. — миссии преобразованы в посольства.
- 6 августа 1914 г. — дипломатические отношения прерваны Австро-Венгрией после объявления войны России.
- 3 марта 1918 г. — дипломатические отношения восстановлены де-юре, в связи с подписанием мирного договора.
- 25—29 февраля 1924 г. — установлены дипломатические отношения между СССР и Австрией.
- 27 марта 1938 г. — дипломатические отношения прекращены в связи с аншлюсом Австрии Германией.
- 20—24 октября 1945 г. — восстановлены дипломатические отношения на уровне политических представительств.
- 9—12 июня 1953 г. — политические представительства преобразованы в посольства.

## Список послов
| Срок полномочий                   | Посол                                | Годы жизни | Вручение верительных грамот | Комментарии                                               |
| --------------------------------- | ------------------------------------ | ---------- | --------------------------- | --------------------------------------------------------- |
| Русское царство                   |                                      |            |                             |                                                           |
| 4 февраля 1701—1705               | Пётр Алексеевич Голицын              | 1660—1722  |                             | Посланник                                                 |
| 1705—1708                         | Генрих Гюйссен                       | 1666—1739  |                             |                                                           |
| 1707—1712                         | Иоганн Христофор Урбих               | 1653—1715  |                             |                                                           |
| 1712—1715                         | Андрей Артамонович Матвеев           | 1666—1728  |                             |                                                           |
| Апрель 1715 — август 1715         | Людовик Ланчинский                   | 1680—1752  |                             | Посланник                                                 |
| 24 мая 1715 — 4 февраля 1719      | Авраам Павлович Веселовский          | 1685—1783  |                             | Резидент                                                  |
| 1717—1717                         | Пётр Андреевич Толстой               | 1645—1729  |                             | С особым поручением                                       |
| 1719—1720                         | Иоганн Бернгард Вейсбах              | 1665—1735  |                             | С особым поручением                                       |
| Февраль 1720 — 16 марта 1721      | Павел Иванович Ягужинский            | 1683—1736  |                             | С особым поручением                                       |
| 10 марта 1720 — 2 ноября 1721     | Людовик Ланчинский                   | 1680—1752  |                             | Посланник                                                 |
| Российская империя                |                                      |            |                             |                                                           |
| 2 ноября 1721 — 17 ноября 1752    | Людовик Ланчинский                   | 1680—1752  |                             | Посланник                                                 |
| 1731—1732                         | Карл Густав Лёвенвольде              | ?—1735     |                             | Полномочный министр                                       |
| 1748—1752                         | Михаил Петрович Бестужев-Рюмин       | 1688—1760  |                             | Посланник                                                 |
| 1752 — май 1761                   | Герман Карл Кейзерлинг               | 1696—1764  |                             |                                                           |
| 28 мая 1761 — октябрь 1761        | Александр Романович Воронцов         | 1741—1805  |                             | Поверенный в делах                                        |
| 30 мая 1761 — 23 апреля 1792      | Дмитрий Михайлович Голицын           | 1721—1793  |                             | С 12 октября 1763 по 2 февраля 1784 — полномочный министр |
| 25 ноября 1790 — 23 ноября 1799   | Андрей Кириллович Разумовский        | 1752—1836  |                             | Посланник да 23 апреля 1792, затем посол                  |
| 25 сентября 1799 — 10 мая 1800    | Степан Алексеевич Колычёв            | 1746—1805  |                             |                                                           |
| 10 мая — 30 июня 1800             | Филипп Адамович Клюпфель             | 1756—1823  |                             | Поверенный в делах                                        |
| 10 мая 1801 — 9 июля 1807         | Андрей Кириллович Разумовский        | 1752—1836  |                             |                                                           |
| 1803 — 1804                       | Иван Осипович Анстедт                | 1770—1835  |                             | Поверенный в делах                                        |
| 9 июля 1807 — 19 октября 1808     | Александр Борисович Куракин          | 1752—1818  |                             |                                                           |
| 19 октября 1808 — 28 июня 1810    | Иван Осипович Анстедт                | 1770—1835  |                             | Поверенный в делах                                        |
| 28 ноября 1809 — 14 мая 1810      | Павел Андреевич Шувалов              | 1776—1823  |                             | С особой миссией                                          |
| 14 мая 1810 — 9 ноября 1818       | Густав Оттонович Штакельберг         | 1766—1850  |                             | Посланник                                                 |
| 9 ноября 1818 — 16 сентября 1822  | Юрий Александрович Головкин          | 1762—1846  |                             | И. д. посланника до 22 января 1818, затем посланник       |
| 5 февраля 1822 — 11 сентября 1841 | Дмитрий Павлович Татищев             | 1767—1845  |                             | С особым поручением до 22 августа 1826, затем посол       |
| 2 декабря 1841 — 31 августа 1850  | Павел Иванович Медем                 | 1800—1854  |                             | С особым поручением до 24 декабря 1848, затем посланник   |
| 31 августа 1850 — 1 июля 1854     | Пётр Казимирович Мейендорф           | 1796—1863  |                             | Посланник                                                 |
| 5 июня 1854 — 15 апреля 1856      | Александр Михайлович Горчаков        | 1798—1883  |                             | Временно управлял миссией до 8 июня 1855, затем посланник |
| 7 июля 1856 — 8 февраля 1858      | Андрей Фёдорович Будберг             | 1817—1881  |                             | Посланник                                                 |
| 5 августа 1858 — 12 августа 1864  | Виктор Петрович Балабин              | 1811—1864  |                             | С особым поручением до 22 июля 1860, затем посланник      |
| 5 августа 1864 — 25 апреля 1868   | Эрнест Густавович Штакельберг        | 1813—1870  |                             | Посланник                                                 |
| 13 декабря 1869 — 2 мая 1870      | Николай Алексеевич Орлов             | 1827—1885  |                             | Посланник                                                 |
| 29 мая 1870 — 22 декабря 1879     | Евгений Петрович Новиков             | 1826—1903  |                             | Посланник до 2 марта 1874, затем посол                    |
| 22 декабря 1879 — 1 июня 1882     | Павел Петрович Убри                  | 1818—1896  |                             |                                                           |
| 13 июля 1882 — 6 января 1895      | Алексей Борисович Лобанов-Ростовский | 1824—1896  |                             |                                                           |
| 6 января 1895 — 9 апреля 1895     | Александр Константинович Бенкендорф  | 1849—1916  |                             | Поверенный в делах                                        |
| 9 апреля 1895—1904                | Пётр Алексеевич Капнист              | 1839—1904  |                             |                                                           |
| 1905—1910                         | Лев Павлович Урусов                  | 1839—1928  |                             |                                                           |
| 1910—1912                         | Николай Николаевич Гирс              | 1853—1924  |                             |                                                           |
| 1913 — 6 августа 1914             | Николай Николаевич Шебеко            | 1863—1953  |                             |                                                           |
| РСФСР                             |                                      |            |                             |                                                           |
| 1918                              | Лев Борисович Каменев                | 1883—1936  |                             | Дипломатический представитель                             |
| октябрь 1918 — ноябрь 1918        | Христиан Георгиевич Раковский        | 1873—1941  |                             | Дипломатический представитель                             |
| 16 января 1922 — 1 марта 1922     | Мечислав Генрихович Бронский         | 1882—1938  |                             | Дипломатический представитель                             |
| 1 марта 1922 — 30 декабря 1922    | Александр Григорьевич Шлихтер        | 1868—1940  |                             | Дипломатический представитель                             |
| СССР                              |                                      |            |                             |                                                           |
| 30 декабря 1922 — 23 мая 1923     | Александр Григорьевич Шлихтер        | 1868—1940  |                             | Дипломатический представитель                             |
| 23 мая 1923 — 13 мая 1924         | Михаил Васильевич Левицкий           | 1891—1933  |                             | Дипломатический представитель                             |
| 21 мая 1924 — 10 декабря 1924     | Владимир Христианович Ауссем         | 1879—1937  | 22 мая 1924                 | Полномочный представитель                                 |
| 12 декабря 1924 — 19 июня 1925    | Адольф Абрамович Иоффе               | 1883—1927  | 24 декабря 1924             | Полномочный представитель                                 |
| 19 июня 1925 — 7 сентября 1927    | Ян Антонович Берзин                  | 1881—1938  | 11 сентября 1925            | Полномочный представитель                                 |
| 1 октября 1927 — 24 января 1933   | Константин Константинович Юренев     | 1888—1938  | 13 октября 1927             | Полномочный представитель                                 |
| 1 апреля 1933 — 10 ноября 1934    | Адольф Маркович Петровский           | 1887—1937  | 19 апреля 1933              | Полномочный представитель                                 |
| 17 марта 1935 — 30 сентября 1938  | Иван Леопольдович Лоренц             | 1890—1941  | 9 апреля 1935               | Полномочный представитель                                 |
| 1946—1948                         | Евгений Дмитриевич Киселёв           | 1908—1963  |                             | Политический представитель                                |
| 1948—1951                         | Михаил Ефремович Коптелов            | 1904—1952  |                             | Политический представитель                                |
| 1952 — 5 июня 1953                | Сергей Михайлович Кудрявцев          | 1915—1998  |                             | Политический представитель                                |
| 5 июня 1953 — 31 марта 1956       | Иван Иванович Ильичёв                | 1905—1983  | 26 июня 1953                | Политический представитель до 13 июня 1953, затем посол   |
| 31 марта 1956 — 14 октября 1956   | Андрей Андреевич Смирнов             | 1905—1982  | 26 апреля 1956              |                                                           |
| 19 октября 1956 — 16 июня 1960    | Сергей Георгиевич Лапин              | 1912—1990  | 29 октября 1956             |                                                           |
| 16 июня 1960 — 30 июня 1965       | Виктор Иванович Авилов               | 1900—1997  | 21 июня 1960                |                                                           |
| 30 июня 1965 — 20 сентября 1971   | Борис Фёдорович Подцероб             | 1910—1983  | 15 июля 1965                |                                                           |
| 20 сентября 1971 — 11 июля 1973   | Аверкий Борисович Аристов            | 1903—1973  | 4 октября 1971              |                                                           |
| 10 марта 1975 — 26 октября 1986   | Михаил Тимофеевич Ефремов            | 1911—2000  | 2 апреля 1975               |                                                           |
| 24 октября 1986 — 24 мая 1990     | Геннадий Серафимович Шикин           | 1938—2006  |                             |                                                           |
| 10 августа 1990 — 25 декабря 1991 | Валерий Николаевич Попов             | 1935—      |                             |                                                           |
| Российская Федерация              |                                      |            |                             |                                                           |
| 25 декабря 1991 — 30 августа 1996 | Валерий Николаевич Попов             | 1935—      |                             |                                                           |
| 30 августа 1996 — 28 апреля 2000  | Владимир Михайлович Гринин           | 1947—      |                             |                                                           |
| 4 августа 2000 — 6 августа 2004   | Александр Васильевич Головин         | 1949—2023  |                             |                                                           |
| 6 августа 2004 — 9 марта 2010     | Станислав Вилиорович Осадчий         | 1951—      | 14 сентября 2004            |                                                           |
| 9 марта 2010 — 10 августа 2015    | Сергей Юрьевич Нечаев                | 1953—      | 29 апреля 2010              |                                                           |
| 10 августа 2015 — 18 августа 2025 | Дмитрий Евгеньевич Любинский         | 1967—      | 7 октября 2015              |                                                           |
| 18 августа 2025 — настоящее время | Василий Михайлович Вешкурцев         | 1967—      |                             | Временный поверенный в делах                              |